# Мошково-Нікольське
Мошко́во-Ні́кольське (рос. Мошково-Никольское, ерз. Мошково-Никольское) — село у складі Атюр'євського району Мордовії, Росія. Входить до складу Новочадовського сільського поселення.
Населення — 3 особи (2010; 6 у 2002).
Національний склад станом на 2002 рік:
- мордва — 67 %
- росіяни — 33 %